# 维尔霍·佩卡拉
维尔霍·佩卡拉（芬蘭語：Vilho Pekkala，1898年4月3日—1974年10月20日），芬兰男子摔跤运动员。他曾代表芬兰参加1924年和1928年夏季奥林匹克运动会摔跤比赛，其中1924年奥运会获得一枚铜牌。